# Alfio Rapisarda
Alfio Rapisarda (ur. 3 września 1933 w Zafferana Etnea we Włoszech) – duchowny katolicki, arcybiskup, emerytowany nuncjusz apostolski.

## Życiorys
14 lipca 1957 otrzymał święcenia kapłańskie i został inkardynowany do archidiecezji Katanii. W 1960 rozpoczął przygotowanie do służby dyplomatycznej na Papieskiej Akademii Kościelnej.
22 kwietnia 1979 został mianowany przez Jana Pawła II nuncjuszem apostolskim w Boliwii oraz biskupem tytularnym diecezji Cannae. Sakry biskupiej 27 maja 1979 udzielił mu papież Jan Paweł II. 
Następnie w 1999 został przedstawicielem Watykanu w Zairze (1985-1992), Brazylii (1992-2002) i Portugalii (2002-2008).
8 listopada 2008 przeszedł na emeryturę.